# Fritz R. Huitfeldt
Nicolay Fritz Reichwein Huitfeldt, né le 19 mai 1851 à Borgund (no) et mort le 24 avril 1938 à Oslo, est un industriel norvégien spécialisé dans les fixations de ski.

## Biographie

### Enfance et famille
Fritz Huitfeldt est le fils de Hans Jørgen Hansen Huitfeldt (1806–1857) and Fredrikke Ambjørnsen (1815–1897). Fritz Huitfeldt est membre de la famille Huitfeldt (no) et  un descendant de Tønne Huitfeldt. La famille vit dans un premier temps à Ålesund puis à Fredrikstad et elle déménage à Oslo lorsque Fritz Huitfeldt a environ 13 ans.
Fritz Huitfeldt se marie deux fois au cours de sa vie. Il est marié à Marie Gløersen de 1894 à 1900 et à partir de 1906 à Asta Marie Andersen (1877–1966). Via un de ses sœurs, Fritz Huitfeldt est en famille avec Henrik Jørgen Huitfeldt-Kaas (en).

### Carrière

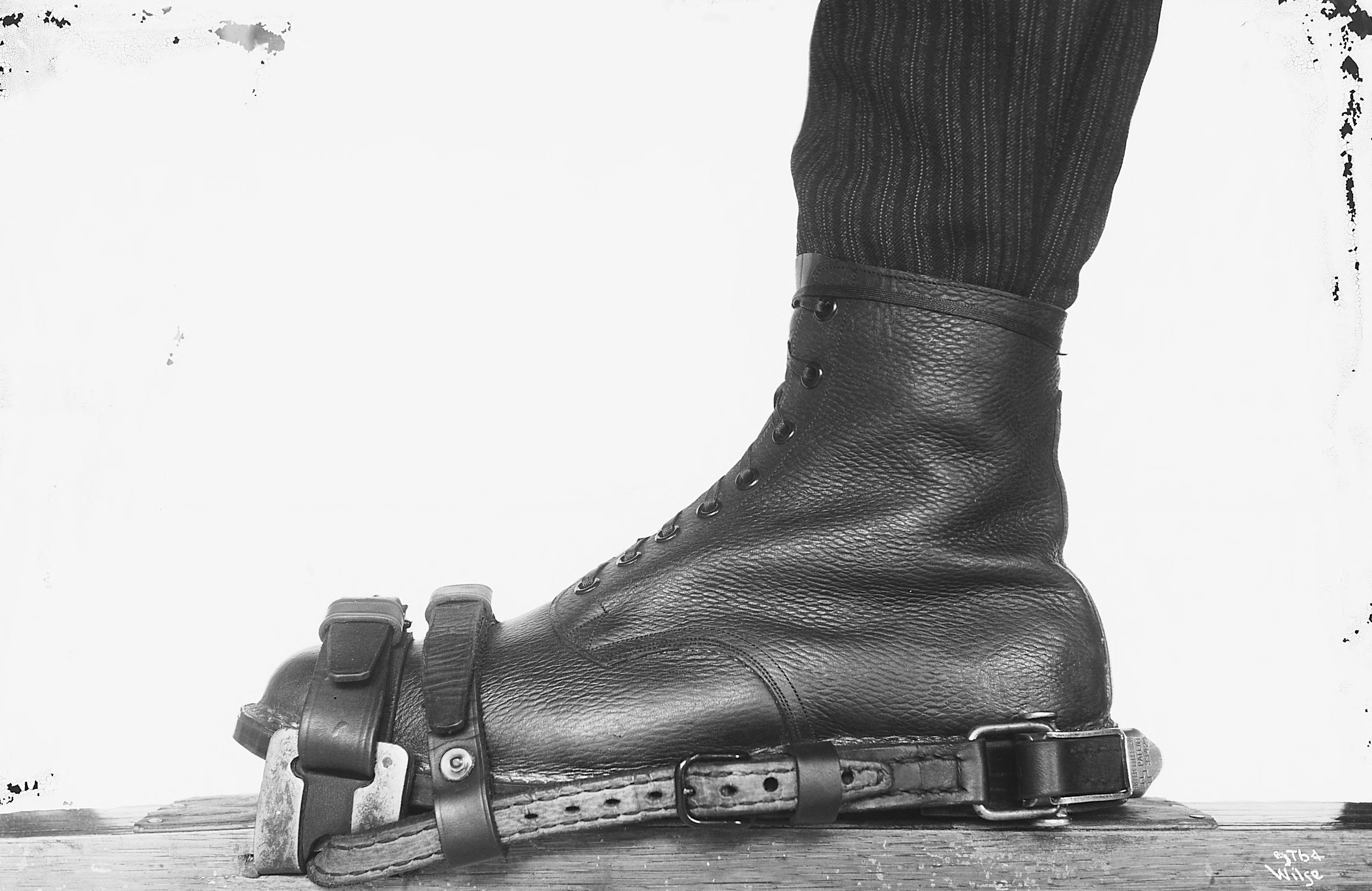
Fixation Huitfeldt en 1909.

Fritz Huitfeldt assiste en 1867 aux courses d'Iversløkken (ancêtre de la Husebyrennet). L'année suivante, il participe aux courses et il s'y fait remarquer. Au fil des années, il devient un des meilleurs de style Télémark.
Il obtient son examen artium en 1870 et son deuxième diplôme deux ans plus tard. Ensuite, il entre dans le monde du travail et il dirige une entreprise de sport à Drammen puis à Skien jusqu'en 1880. Il travaille ensuite quelques années dans un magasin d'armes à Kristiania.
Fritz Huitfeldt est le secrétaire de l'Association pour la promotion du ski (en) entre 1886 et 1893. Il prend l'initiative de déplacer le Husebyrennet à Holmenkollen en 1892. En tant qu'officiel, il a contribué aux règlements des compétitions de ski et il considéré comme un des pères des courses du Festival de ski d'Holmenkollen.
Il est également membre du SK Ull (en).
En 1894, Fritz Huitfeldt invente un nouveau modèle de fixations de ski. Ces dernières disposent de crampons en fer rigides et elle est notamment utilisée par les premiers skieurs alpins d'Europe centrale. Il améliore plusieurs fois son produit.
De 1896 à 1915, Fritz Huitfeldt est employé dans l'un des plus grands magasins de sport d'Oslo, puis il dirige sa propre usine de ski et un magasin de sport jusqu'à environ 1930. Ses modèles de ski sont produits en grand nombre et il a reçu des médailles d'or lors de plusieurs expositions internationales de ski.

### Hommage

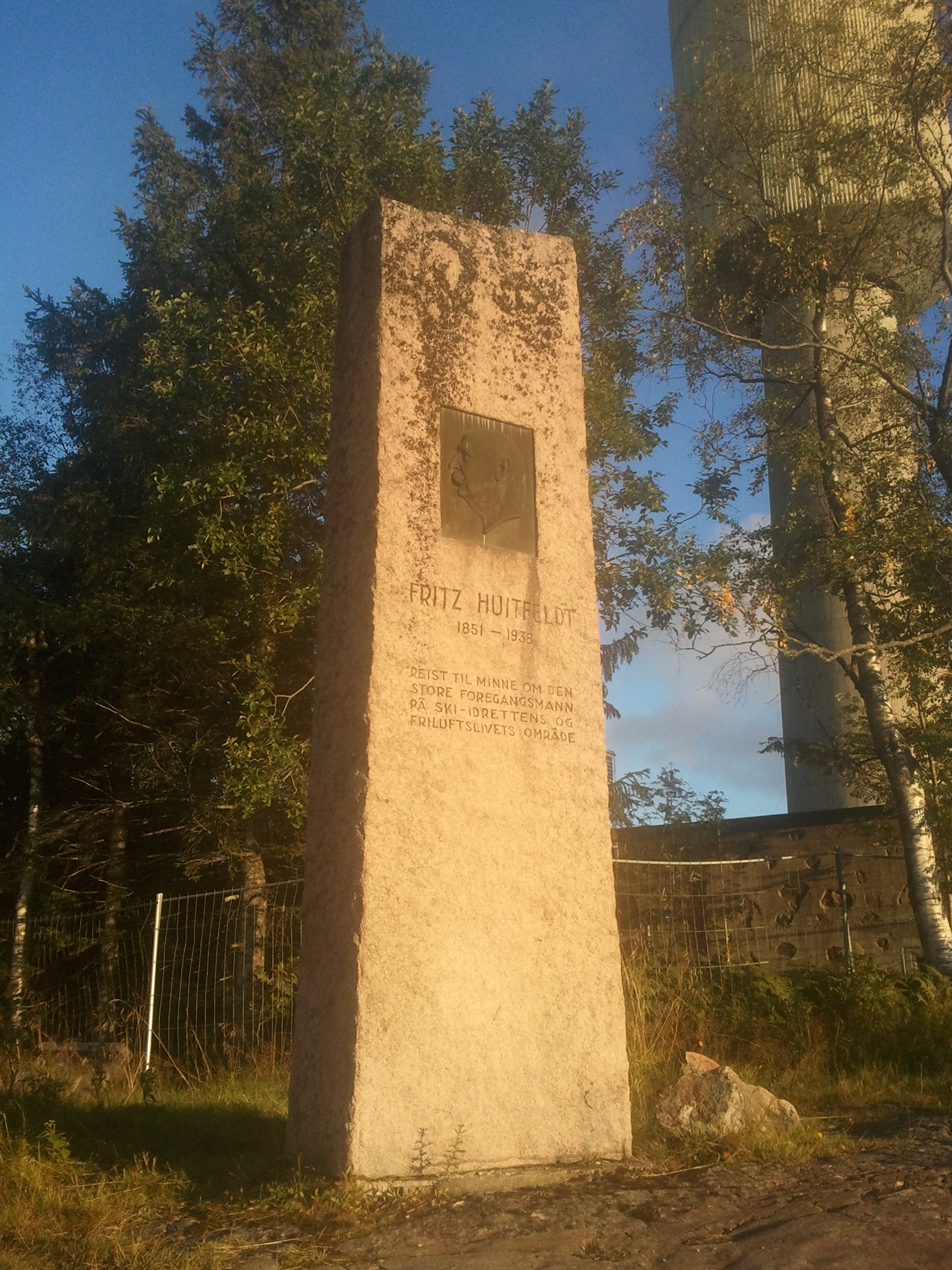
Monument situé à Tryvannshøyden érigé en hommage à Fritz R. Huitfeldt.

La Pointe Huitfeldt (en) en Antarctique est nommée en hommage à Fritz R. Huitfeldt. En 1946, une statue est inaugurée à Tryvannshøyden (no).

## Publications
Fritz Huitfeldt a écrit plusieurs livres sur le ski, la chasse et la pêche.
- (no) Fritz R. Huitfeldt, Ude med bøsse og fiskestang, 1894 (lire en ligne)
- (no) Fritz R. Huitfeldt, Lærebog i skiløbning, Haffner & Hille, 1896 (lire en ligne)
- (no) Fritz R. Huitfeldt, Ude med bøsse og fiskestang, 1898 (lire en ligne)
- (no) Fritz R. Huitfeldt, Baade fugl og fisk, Cammermeyer, 1898 (lire en ligne)
- (no) Fritz R. Huitfeldt, Skiløbning, Jacob Dybwad, 1908 (lire en ligne)
- (no) Fritz R. Huitfeldt, Jæger- og fiskerliv, Dybwad, 1910 (lire en ligne)
- (no) Fritz R. Huitfeldt, Jæger- og fiskerliv, Dybwad, 1916 (lire en ligne)
- (no) Fritz R. Huitfeldt, Kogebog for Friluftsmænd, Jægere, Fiskere, Seilere og Skiløbere, 1921

Un manuscrit non publié Mit Skiløbertestamente est conservé au Musée du ski d'Holmenkollen (en).